# Kijewo Królewskie
Kijewo Królewskie è un comune rurale polacco del distretto di Chełmno, nel voivodato della Cuiavia-Pomerania.
Ricopre una superficie di 71,8 km² e nel 2004 contava 4 274 abitanti.